# Susan Sutherland Isaacs
Susan Sutherland Fairhurst Isaacs, (Bromley Cross, cerca de Bolton Lancashire, 24 de mayo de 1885-Londres, 12 de octubre de 1948) fue una pedagoga, psicóloga y pscioanalista británica.

## Perfil de formación y biografía
Su padre, un predicador metodista laico, fue responsable de la redacción del Bolton Journal and Guardian.
Su madre murió cuando Susan todavía era joven. En la escuela, a sus 15 años, adoptó ideas socialistas y ateas, que mientras la alejaban de las ideas de su padre, le ocasionaron una ruptura con él. En sus inicios, fue aprendiz de fotografía, después fue tutora en una familia inglesa. Se ganó una beca para estudiar enfermería en Mánchester, después obtuvo la licenciatura en filosofía en la universidad de esta misma ciudad (1912). Siguió con sus estudios en psicología en Cambridge, y se graduó de maestría en el Newnham College (1913). En 1931, defendió una tesis doctoral en ciencias. De 1913 a 1914, estuvo a cargo del curso de educación en el Darlington Training College, y de lógica después en la universidad de Mánchester. 

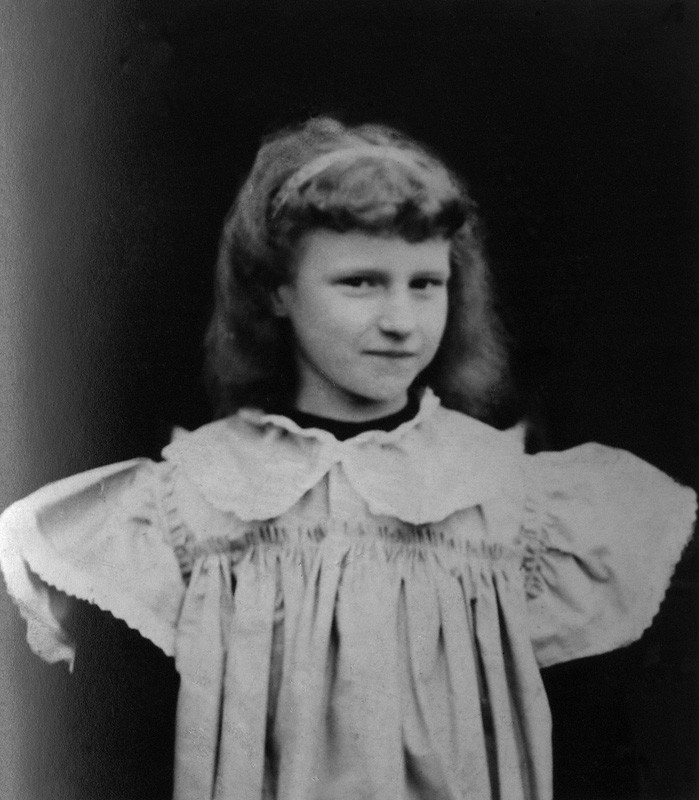
Susan Isaacs, 1890s

Se casó en 1914 con el botanista Willam Broadhurst Brierley y se mudó a Londres con él. Allí impartió clases en el Child Development Department del Institute of Education en la Universidad de Londres (1916-1943). 
Se desplazó a Berlín donde hace un análisis junto a Otto Rank y después motivada por John Carl Flugel, tras su regreso a Londres, en 1922, con Joan Riviere. Ingresó a la Sociedad británica de psicoanálisis. Su encuentro con las formulaciones kleinianas es decisiva en su trayectoria, colaborando estrechamente con Melanie Klein. Se casó por segundas nupcias en 1922 con Nathan Isaacs, a quien frecuentemente se le asocia en sus investigaciones pedagógicas. 
Susan Sutherland Isaacs fue marcada por las ideas de Jean Piaget antes de criticarlas. Dirigió una escuela, la Malting House School en Cambridge (1924-1927), donde efectuó las investigaciones sobre el desarrollo de los niños. Tras el cierre de su escuela, enseñó en la universidad de Londres, donde contribuyó a la creación del departamento de psicología del desarrollo. Sus escritos pedagógicos tuvieron mucha influencia en Inglaterra, así como su texto sobre el fantasma (phantasme) y la aplicación de sus ideas psicoanalíticas en la educación. Destacó en la lucha por el reconocimiento de las ideas del psicoanálisis y de la psicología del desarrollo.
Bajo el seudónimo de Ursula Wise, redactó artículos acerca de la educación de las niños en el periódico Nursery world y en el Home and School.
Desde 1935, Susan Isaacs sufrió de un cáncer, del cual falleció a los 63 años.
Poco antes su muerte, fue condecorada como comendadora de la Orden del Imperio británico. Así mismo, recibió el título de doctor honoris causa por parte de la universidad de Adélaïde (Australia).

Su contribución más conocida es la alocución que hizo durante las « Grandes controversias » (Anna Freud - Melanie Klein de 1941-1945), al seno de la Sociedad británica de psicoanálisis, donde debatieron seguidores de Anna Freud contra partidarios de Melanie Klein; esta contribución fue publicada en 1948 bajo el título Naturaleza y función del fantasma. Allí desarrolló sobre todo la idea de una distinción entre las fantasmes (conscientes) y los phantasmes (inconscientes). Este artículo explica las ideas de Melanie Klein.